# Primus et Musette
Primus et Musette est une bande dessinée créée par François Craenhals et éditée en strips pour le journal belge La Libre Belgique durant une dizaine d'années à partir de la fin des années 1950.
Les premières aventures ont été éditées en album au début des années 1960, les suivantes au début des années 1970 dans le mensuel Samedi-Jeunesse.
Contrairement ce que laisse entendre le titre, il s'agit d'un trio, composé d'une jeune femme, Musette, et de deux jeunes hommes, Primus et Pardaf.

## Titre parus

### Libre Belgique
- 1961-10 Les Bâtons volants
- 1961-10 L'Homme fort
- 1962-10 Allo!...ici la Lune
- 1962-10 Les Jumelles de Ben Cloatch

### Samedi Jeunesse
Les aventures n'y ont pas été éditées par ordre chronologique.
- 1970-05 no 151 Le Talisman du druide
- 1970-07 no 153 Les Plombiers-zingueurs (7p) + Ciel bleu et Mer rouge (39p)
- 1970-08 no 154 S.O.S. 17
- 1970-10 no 156 L'Auceloptère
- 1970-11 no 157 Le Lion des mers
- 1970-12 no 158 Abominas
- 1971-02 no 160 L'Éléphant rose
- 1971-08 no 166 Les Pilules temporelles
- 1971-09 no 167 Le Safari de Chickelbox (25p) + Première (16p)
- 1971-11 no 169 Mousquetaire du Roi
- 1972-02 no 172 De l'Or à la pelle (23p)
- 1972-04 no 174 Les Rois fainéants
- 1972-05 no 175 La Ruée vers l'or
- 1972-06 no 176 La Corne magique
- 1972-10 no 180 Roméo et Juliette (24p)
- 1973-05 no 187 Duc! (25p)

### Éd. Hibou/Loup
- 2001-03 Ce que parler veut dire (également paru dans Samedi Jeunesse)